# 渋川義基 (九州探題)
渋川 義基（しぶかわ よしもと）は、戦国時代の武将。大内義隆によって擁立された史料上確認できる最後の九州探題渋川氏の人物である。初名は貞基（渋川貞基）。

## 概要
渋川氏の「渋川系図」には記載がない。しかし、『武家名目抄』職名部二七上九州探題の条では、『大舘常興日記（大館常興日記）』を掲げて大内義隆が渋川尹繁の没落後に渋川一族から迎立した人物であるとする。『大舘常興日記』や『後鑑』などによると足利義晴に偏諱と官途を請い、従五位下・左兵衛督・源義基となったとされる。そのため「渋川義基」として取り上げられている。なお、中村栄孝は晩年の尹繁と同一人物とするが、先の史料では尹繁の没落後に迎立されたとしているとの指摘がある。
大内氏により擁立された人物であるが、先の明応の政変における足利将軍家の対立は、北部九州では足利義材（足利義稙）と大内義興ライン、足利義澄と大友氏・少弐氏のラインという対立軸となっており、渋川尹繁は大内義興の影響下にあった。永正5年（1508年）に大内義興が義材を奉じて上洛した頃、渋川尹繁は和是に家督を譲ったが、同年には大友義長が渋川右衛門佐を擁立。一方で大内義興は永正14年（1517年）頃に渋川稙直を擁立し、渋川氏当主は分裂した。天文2年（1533年）の大内軍の肥前侵攻で稙直の弟の尭顕は大内方に付かずに藤津郡に落ち延びた（子孫は小城鍋島藩士渋川家となる）。
そこで新たに大内義隆が擁立したのが渋川貞基で、『大舘常興日記』天文10年（1541年）十一月七日条は、足利義晴からの「義」字の偏諱により「義基」となり、左兵衛督に任官したとする。大友氏も対抗して天文12年（1543年）に九州探題補任のための礼銭について幕府に問い合わせているが、幕府は前例がなく詳細不明と返答したため、大友氏からの九州探題の擁立は頓挫した。
九州探題渋川氏を擁立しようとするのは大内義隆のみとなったが、大内義隆の死後（大寧寺の変）に大友晴英が大内家に迎えられ（大内義長）、大内氏と大友氏の対立は解消された。両氏にとって渋川氏を擁立する必要性はなくなり、渋川義基は大友義鎮が肥前守護職に補任された天文23年（1554年）を最後に史料上からその姿を消した。
大友文書には、その後、永禄2年（1559年）に大友義鎮が九州探題に任じられた補任状が残されている。